# Incertitude relative
Vous pouvez aider à l'améliorer ou bien discuter des problèmes sur sa page de discussion.
- Il ne cite pas suffisamment ses sources. Vous pouvez indiquer les passages à sourcer avec {{référence nécessaire}} ou {{Référence souhaitée}}, et inclure les références utiles en les liant aux notes de bas de page. (Marqué depuis juillet 2025)
- Son texte doit être wikifié : il ne correspond pas à la mise en forme Wikipédia (style, typographie, liens internes, liens entre les wikis, etc.). (Marqué depuis juillet 2025)

- Archive Wikiwix
- Bing
- Cairn
- DuckDuckGo
- E. Universalis
- Gallica
- Google
- G. Books
- G. News
- G. Scholar
- Persée
- Qwant
- (zh) Baidu
- (ru) Yandex
- (wd) trouver des œuvres sur Wikidata

L'incertitude absolue {\displaystyle \Delta l} est égale à la demi-unité du dernier rang affiché, pour les mesures graduées. Par exemple, l'incertitude absolue d'une règle où la plus petite mesure est un millimètre, est ±0,5 mm. Par contre, pour une balance numérique ou autre équipement qui n'a pas de graduation continuelle, mais qui augmente par bond, l'incertitude absolue est égale à la plus petite valeur possible, excluant le 0. En autres mots, {\displaystyle \Delta l} est le plus petit bond possible. Par exemple, pour une balance numérique avec quatre décimales, {\displaystyle \Delta l} = ±0,000 1 g.
Elle est très peu utilisée, car il a été pris comme convention d'écrire l'incertitude absolue avec un seul chiffre significatif.
L'incertitude relative est utilisée pour le calcul de l'incertitude sur un produit ou un quotient et de l'incertitude sur une puissance. C'est le rapport de l'incertitude absolue sur le résultat de la mesure. Elle indique la précision de la mesure. L'incertitude relative est souvent exprimée en pourcentage. Elle permet de comparer plusieurs résultats.
L'incertitude relative, contrairement à l'incertitude absolue, n'a pas d'unité.
On a donc : {\displaystyle incertitude{\text{ }}relative={\frac {incertitude{\text{ }}absolue}{r{\acute {e}}sultat}}}, soit {\displaystyle {\frac {\Delta l}{l}}}, où l représente la mesure ou la valeur dont l'incertitude caractérise,.
Aussi, on peut dire que : {\displaystyle \%incertitude={\frac {incertitude{\text{ }}absolue}{r{\acute {e}}sultat}}\times 100}.
De plus, on a : {\displaystyle {\acute {e}}cart{\text{ }}relatif={\frac {\left|valeur{\text{ }}th{\acute {e}}orique{\text{ }}-{\text{ }}valeur{\text{ }}exp{\acute {e}}rimentale\right|}{valeur{\text{ }}th{\acute {e}}orique}}} où cette valeur multipliée par cent équivaut à l'écart relatif en pour cent. Si ce pourcentage est inférieur ou égal au pourcentage de l'incertitude relative, la valeur est exacte, donc fiable.
Ce calcul est surtout utilisé dans le domaine de la métrologie.

## Exemples
Si on pèse 2,503 2 g sur une balance numérique, l'incertitude relative (en pourcentage) est :
{\displaystyle {\frac {0{,}000\;1\;g}{2{,}503\;2\;g}}\times 100\approx 0{,}004\;\%}.
Si on mesure la vitesse de la lumière à 299 000 000 m/s, l'écart relatif est : {\displaystyle {\frac {|299\;792\;458\;m/s-299\;000\;000\;m/s|}{299\;792\;458\;m/s}}\times 100=0{,}264\;\%}.